# Operation Nordwind
Operation Nordwind var täcknamnet för en tysk offensiv på västfronten under andra världskriget. Offensiven påbörjades den 1 januari 1945 och genomfördes i Alsace och Lorraine (nordöstra Frankrike). Den avslutades den 25 januari. 
Huvudsyftet med offensiven var bryta igenom linjen som hölls av USA:s 7:e armé och 1re Armée  i Vogeserna och på slättlandet i Alsace och utplåna dessa enheter. Detta skulle öppna för ett anfall norrut i ryggen på USA:s 3:armé.

## Offensiven
Den 31 december 1944 anföll 1. Armee ur Heeresgruppe G den 110 kilometer långa frontlinjen som hölls av den försvagade 7:e armén, denna hade sänt förstärkningar i form av trupper, material och underhåll norrut för möta den tyska Ardenneroffensiven. Den amerikanska armén började ge vika för anfallen. Dagen efter så satte Luftwaffe in sin sista stora offensiv Operation Bodenplatte riktad mot de allierade flygstyrkorna, för att minska flyghotet mot tyska styrkor. Trots att över 1000 flygplan av olika typer sattes in så blev offensiven ett misslyckande. Den amerikanska VI Corps kom att bära den största bördan av de tyska anfallen. Senare anföll även 19. Armee ur Heeresgruppe Oberrhein. Efterhand sattes cirka 17 tyska divisioner in i anfallet, däribland också styrkor i Colmarfickan. Mindre anfall sattes in mot styrkor ur 1re Armée söder om Strasbourg. Efter hårda strider mattades de tyska anfallen bland annat på grund av att amerikanarna kunde tillföra förstärkningar från Ardenneravsnittet.Operation Nordwind var den sista tyska offensiven på västfronten under andra världskriget. Operationen hade liten, eller ingen, strategisk effekt för utgången av kriget, som i praktiken redan var förlorat för Tyskland.